# Emmanuel-Félicité de Durfort
Emmanuel-Félicité de Durfort, duc de Duras (19 septembre 1715 - 6 septembre 1789 à Versailles), est un militaire, homme politique et diplomate français, pair et maréchal de France.

## Biographie
À dix-huit ans, par démission de son père, Jean-Baptiste de Durfort, il est déjà duc et mousquetaire.
Il prit part à presque toutes les guerres de Louis XV: 
- campagne d'Italie (1733-1734),
- campagne du Rhin (1735 et 1743),
- campagne de Bavière (1742),
- campagne de Flandre (1744-1745),
- campagne d'Allemagne (1760-1761).

Le duc de Duras fut brigadier le 20 février 1743, fut nommé, le 6 mars de la même année, mestre de camp du régiment d'Auvergne puis maréchal de camp le 1er mai 1745, lieutenant-général le 10 mai 1748 et maréchal de France en mars 1775.
Il fut ambassadeur en Espagne entre 1752 et 1755, créé pair de France en décembre 1755 et devenu maréchal de France, il reçut le commandement de la Bretagne, le gouvernement de Franche-Comté et la place de premier gentilhomme de la Chambre du roi.
En 1755, il fut gouverneur du Château Trompette (Bordeaux).

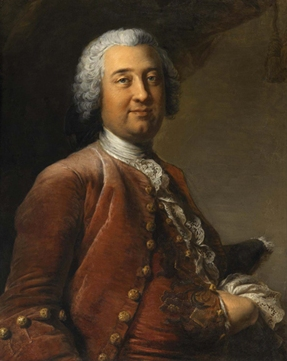
Emmanuel-Felicité-de-Durfort (1715-1789), duc de Duras, Jean Valade.

En 1757, il est nommé directeur de la Comédie-Française et de la comédie italienne. Il fut élu membre de l'Académie française, le 2 mai 1775, où il siégeait au fauteuil no 34. Il aurait, dit-on, contribué à la rédaction d'articles de l'Encyclopédie sur la science militaire. Bibliophile, sa bibliothèque fut dispersée aux enchères en 1790.
Il se marie, une première fois, en mai 1733, avec Charlotte Antoinette de La Porte Mazarin (1719 - 1735), fille unique du duc de Mazarin : d'où Louise-Jeanne, qui épouse le duc Louis-Marie d'Aumont ; parents de Louise d'Aumont épouse d'Honoré IV de Monaco.
Il épouse, en secondes noces, Louise Maclovie de Coëtquen en juin 1736, fille de Malo III de Coëtquen qui est le fantôme de Combourg évoqué par Chateaubriand. En 1761, il vend une partie de la dot de son épouse, à savoir le comté de Combourg, au père de Chateaubriand. Parents du duc Emmanuel-Céleste.

## Décorations
| Chevalier du Saint-Esprit | Chevalier de la Toison d'or |

- Chevalier du Saint-Esprit (Versailles, 2 février 1756)[3] ;
- Chevalier de la Toison d'or (ordre espagnol, 1772, brevet no 776) ;

## Armoiries
Armes d'Emmanuel-Félicité de Durfort
Écartelé: aux 1 et 4, d'argent, à la bande d'azur (de Durfort) ; aux 2 et 3, de gueules, au lion d'argent (Lomagne),.
- Tenants : deux anges[5].